# Morton Lowry
Morton Lowry, född 13 februari 1914 i Lancashire, England, död 26 november 1987 i San Francisco, Kalifornien, var en brittisk skådespelare. Lowry verkade som skådespelare i Hollywood under åren 1938-1946. För den amerikanska filmpubliken blev han främst känd för sin roll som den sadistiske skolläraren Mr. Jonas i Jag minns min gröna dal 1941. Han återvände under 1950-talet till Storbritannien där han fram till 1960 främst verkade som TV-skådespelare.

## Filmografi, urval
- 1938 – Nattens eskader
- 1939 – Baskervilles hund
- 1939 – Tarzans pojke
- 1941 – Charleys tant
- 1941 – Jag minns min gröna dal
- 1941 – En yankee flyger till London
- 1942 – Mannen med sälgpiporna (ej krediterad)
- 1942 – Över allt förnuft (ej krediterad)
- 1943 – Det starka är det sköna värt (ej krediterad)
- 1944 – Blott den som längtan känt... (ej krediterad)
- 1945 – Dorian Grays porträtt
- 1946 – Svarta handsken
- 1960 – För het att ta på